# دار توجان (شميل)
در توجان (بالفارسية: درتوجان) هي قرية تقع في إيران في قسم شمیل الريفي. يقدر عدد سكانها بـ 412 نسمة بحسب إحصاء 2016.